# Kampuchea invaderat
Kampuchea invaderat är en skrift av den svenske författaren Jan Myrdal mot Vietnams blixtkrig och ockupation av Demokratiska Kampuchea. Skriften innehåller två artiklar och två tal som författaren höll på solidaritets-manifestationer för landet. Den är utgiven av Oktoberförlaget.